# Amphibolurinae
Amphibolurinae is een onderfamilie van hagedissen uit de familie agamen (Agamidae).
De wetenschappelijke naam van de groep werd voor het eerst voorgesteld door Johann Georg Wagler in 1830. Er zijn 113 soorten in vijftien geslachten. De hagedissen komen voor in delen van Australië en Azië.
| Naam en auteur              | Verspreidingsgebied                                                                                      | Aantal soorten | Voorbeeldsoort             | Afbeelding |
| --------------------------- | --- | -------------- | -------------------------- | ---------- |
| Amphibolurus Wagler, 1830   | Australië; New South Wales, Queensland, Victoria, West-Australië, Zuid-Australië                         | 4              | Amphibolurus muricatus     |            |
| Chelosania Gray, 1845       | Australië; Noordelijk Territorium, Queensland, West-Australië                                            | 1              | Chelosania brunnea         | -          |
| Chlamydosaurus Gray, 1825   | Australië, Nieuw-Guinea                                                                                  | 1              | Kraaghagedis               |            |
| Ctenophorus Fitzinger, 1843 | Australië; New South Wales, Noordelijk Territorium, Queensland, Victoria, West-Australië, Zuid-Australië | 33             | Ctenophorus fordi          |            |
| Diporiphora Gray, 1842      | Australië, Azië; Nieuw-Guinea                                                                            | 22             | Diporiphora bilineata      |            |
| Gowidon Boulenger, 1883     | Australië (Noordelijk Territorium, Queensland, West-Australië, Zuid-Australië)                           | 1              | Gowidon longirostris       | -          |
| Hypsilurus Peters, 1867     | Azië; Indonesië, Nieuw-Guinea, Papoea-Nieuw-Guinea, Australië                                            | 17             | Hypsilurus nigrigularis    | -          |
| Intellagama Gray, 1831      | Australië (New South Wales, Queensland, Victoria)                                                        | 1              | Lesueurs wateragame        |            |
| Lophosaurus Fitzinger, 1843 | Australië, Azië; Indonesië                                                                               | 3              | Boyd's hoekkopagame        |            |
| Moloch Gray, 1841           | Australië                                                                                                | 1              | Bergduivel                 |            |
| Physignathus Cuvier, 1829   | Azië; China, Vietnam, Cambodja                                                                           | 1              | Indochinese wateragame     |            |
| Pogona Ahl, 1926            | Australië                                                                                                | 7              | Dwergbaardagame            |            |
| Rankinia Gray, 1841         | Australië (land)                                                                                         | 1              | Rankinia diemensis         |            |
| Tropicagama Günther, 1867   | Australië, Azië; Indonesië, Nieuw-Guinea                                                                 | 1              | Tropicagama temporalis     |            |
| Tympanocryptis Peters, 1863 | Australië                                                                                                | 15             | Tympanocryptis pinguicolla |            |